# Смирнов, Вадим Иванович
Вадим Иванович Смирнов (род. 22 июня 1968, Рыбинск, Ярославская область) — советский и российский хоккеист, нападающий. Мастер спорта России.

## Биография
Начинал играть в рыбинских хоккейных школах «Метеор» и «Полете» у тренера Александра Гладкова. Участник молодёжных чемпионатов СССР 1985/86 и 1986/87 в составе «Торпедо» Ярославль, сыграл за команду пять матчей в первенстве первой лиги-1986/87. Выступал за команды низших лиг СССР и России «Десна» Брянск (1986/87 — 1991/92), «Марс» Тверь (1992/93 — 1993/94), «Дизелист» Пенза (1994/95 — 1995/96), «Авангард» Тамбов (1996/97 — 1998/99), «Полёт» / «Рыбинск» (1999/2000, 2003/04, 2005/06 — 2008/09), «Титан» Клин (2002/03), «Владимир» (2004/05).
В сезонах 2000/01 — 2001/02 играл за белорусский клуб «Неман» Гродно.
Бронзовый призёр хоккейного турнира зимней Универсиады 1995 года.
Окончил Ярославский государственный педагогический университет имени К. Д. Ушинского, учитель физической культуры (2015).